# Ecos de Avándaro
Ecos de Avándaro es un CD doble de grabaciones en estudio de algunas bandas de la época de La Onda, algunas de las cuales participaron en el legendario Festival de Rock y Ruedas del 1971. Lanzado por SONY BMG en el 2007, fue publicitado como un esfuerzo de esta casa disquera por difundir materiales del rock de "La Onda Chicana" entre las nuevas generaciones.

## Tracks
Disco uno
1. "Under the acuarius sign" – 3:41
  - Intérprete: Enigma.
2. "Back" – 4:17
  - Intérprete: The Spiders
3. "Underneath the sun and in front of God"  – 4:24
  - Intérprete: El Ritual.
4. "Let's make it Now" – 4:32
  - Intérprete: Dug Dug's.
5. "Latin Feeling" – 6:57
  - Intérprete: Peace and Love.
6. "Behind the Mask" – 3:23
  - Intérprete: 39.4.
7. "Give me another chance" – 3:03
  - Intérprete: Tequila.
8. "Ruidos en la ciudad" – 2:49
  - Intérprete: Los Monjes.
9. "Viaje Fantastico" – 3:12
  - Intérprete: Pájaro Alberto.
10. "Save my Soul" – 2:19
  - Intérprete: Enigma.
11. "We can Fly" – 4:02
  - Intérprete: Luz y Fuerza.
12. "Dulce Maria" – 2:44
  - Intérprete: Las Moskas.
13. "Fuego" – 2:51
  - Intérprete: La Maquina del Sonido.
14. "La fiesta hippie" – 4:52
  - Intérprete: La Fresa Ácida.
15. "Batman" – 2:52
  - Intérprete: Los Monjes.
16. "Una carta a Maria" – 2:58
  - Intérprete: El Klan.
17. "El Filtro del Amor" – 2:25
  - Intérprete: Las Moskas.

Disco dos
1. "Peace and Love" – 2:19
  - Intérprete: Peace and Love.
2. "Easy Woman" – 3:13
  - Intérprete: El Ritual.
3. "Lost in my World" – 3:08
  - Intérprete: Dug Dug's.
4. "I'm so glad"  – 4:42
  - Intérprete: The Spiders.
5. "Looking Around" – 3:55
  - Intérprete: Tequila.
6. "Oh Yeah!" – 2:34
  - Intérprete: Los Monjes.
7. "Express City" – 2:52
  - Intérprete: 39.4.
8. "A donde tu vayas" – 4:31
  - Intérprete: Pájaro Alberto.
9. "In a gadda da vida" – 5:58
  - Intérprete: La Maquina del Sonido.
10. "Sunday's coming" – 3:46
  - Intérprete: Enigma.
11. "Brillo de Sol" – 3:28
  - Intérprete: Dug Dug's.
12. "Something I heard (Last night)" – 3:16
  - Intérprete: The Spiders.
13. "Pobre niña" – 1:54
  - Intérprete: Los Monjes.
14. "Higher" – 3:22
  - Intérprete: 39.4.
15. "Give me information" – 4:37
  - Intérprete: Tequila.
16. "Vida" – 3:48
  - Intérprete: Pájaro Alberto.
17. "Fair Maiden" – 2:54
  - Intérprete: Lucifer.

## Créditos
- José Manuel Cuevas - Strategic Marketing Director
- David Prado / Jorge Ibarra - Selection
- Ivette Parra M. - Diseño de Arte